# Diversidad de nucleótidos
La diversidad de nucleótidos es un concepto en genética molecular que se usa para medir el grado de polimorfismo dentro de una población.
Una medida comúnmente utilizada de la diversidad de nucleótidos fue introducida por primera vez por Nei y Li en 1979. Esta medida se define como el número promedio de diferencias de nucleótidos por sitio entre dos secuencias de ADN en todos los pares posibles en la población de muestra, y se denota por {\displaystyle \pi }. 
Está dado por la fórmula: 
{\displaystyle \pi =\sum _{ij}x_{i}x_{j}\pi _{ij}=2*\sum _{i=2}^{n}\sum _{j=1}^{i-1}x_{i}x_{j}\pi _{ij}}
dónde {\displaystyle x_{i}} y {\displaystyle x_{j}} son las frecuencias respectivas de las secuencias {\displaystyle i} y {\displaystyle j} , {\displaystyle \pi _{ij}} es el número de diferencias de nucleótidos por sitio de nucleótidos entre las secuencias {\displaystyle i} y {\displaystyle j} , y {\displaystyle n} es el número de secuencias en la muestra. 
La diversidad de nucleótidos es una medida de la variación genética. Suele asociarse con otras medidas estadísticas de la diversidad de la población y es similar a la heterocigosidad esperada. Esta estadística puede usarse para monitorear la diversidad dentro o entre poblaciones ecológicas, para examinar la variación genética en cultivos y especies relacionadas, o para determinar relaciones evolutivas.
La diversidad de nucleótidos puede calcularse examinando las secuencias de ADN directamente, o puede estimarse a partir de datos de marcadores moleculares, como datos de ADN polimórfico amplificado aleatorio (RAPD) y datos de polimorfismo de longitud de fragmento amplificado (AFLP).

## Software
- DnaSP — DNA Sequence Polymorphism, es un paquete de software para el análisis del polimorfismo de nucleótidos a partir de datos de secuencia de ADN alineados.
- MEGA, Molecular Evolutionary Genetics Analysis, es un paquete de software utilizado para estimar las tasas de evolución molecular, así como para generar árboles filogenéticos y alinear secuencias de ADN. Disponible para Windows, Linux y Mac OS X (desde la versión 5.x).
- El software Arlequin3 se puede utilizar para calcular la diversidad de nucleótidos y una variedad de otras pruebas estadísticas para análisis intrapoblacionales e interpoblacionales. Disponible para Windows.
- Variscan
- Paquete R PopGenome